# Торговельне судно

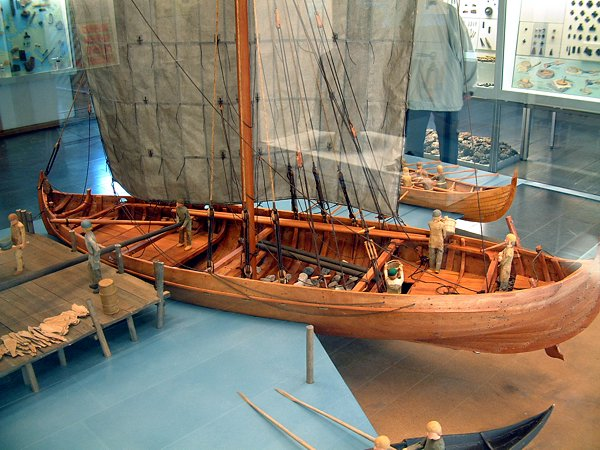
Модель кнора — один з типів дерев'яних кораблів вікінгів

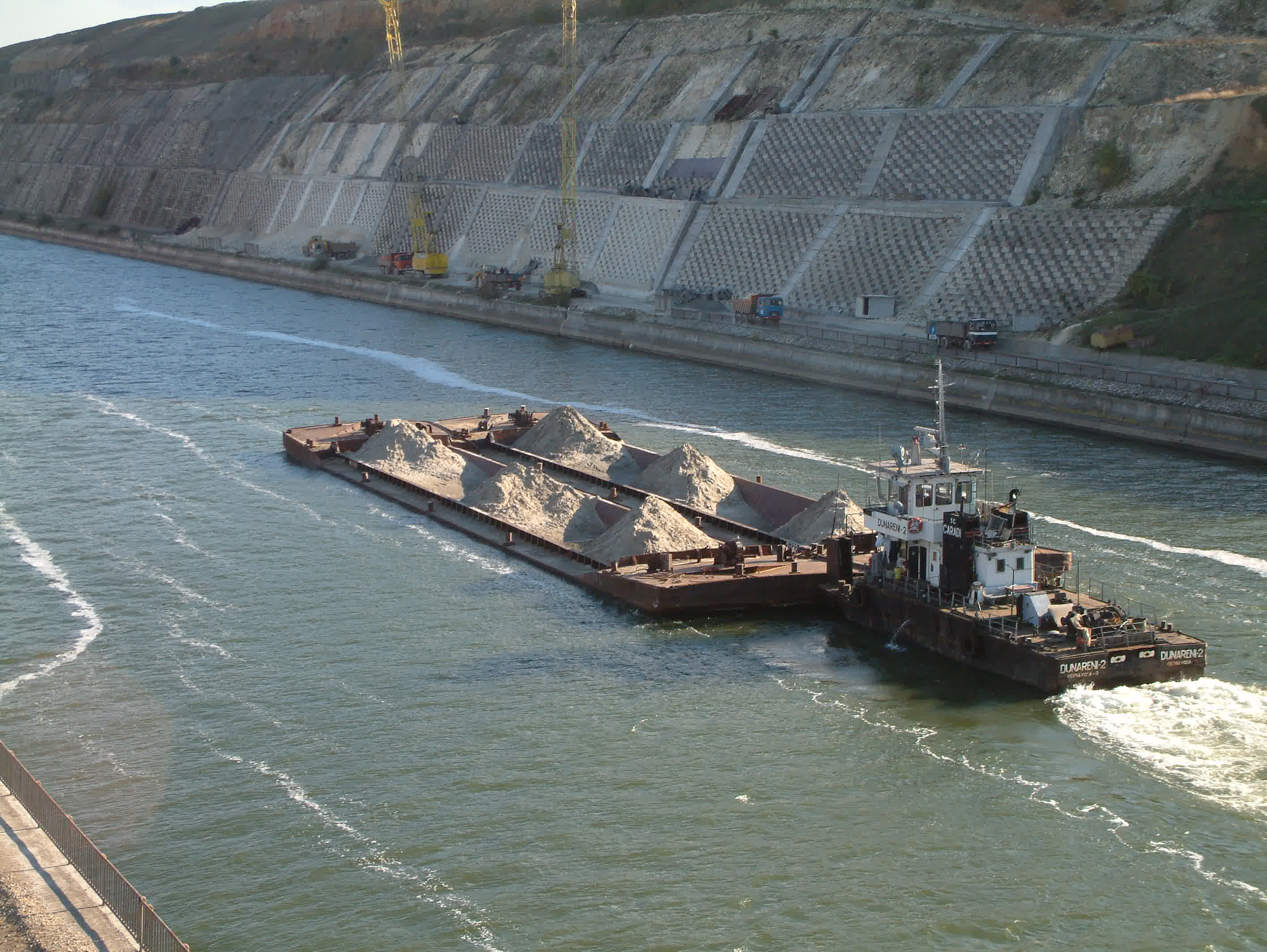
Суховантажна баржа-майданчик із судном-штовхачем

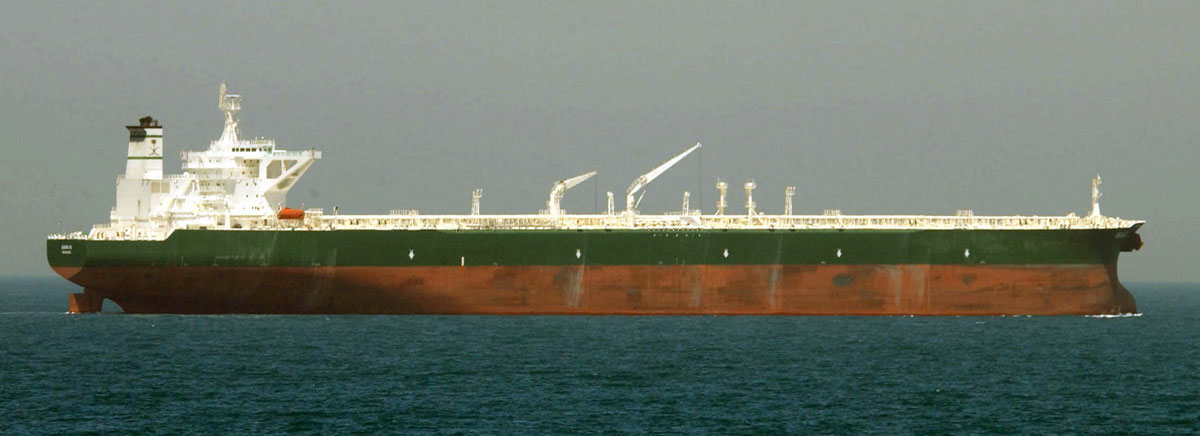
Супертанкер AbQaiq

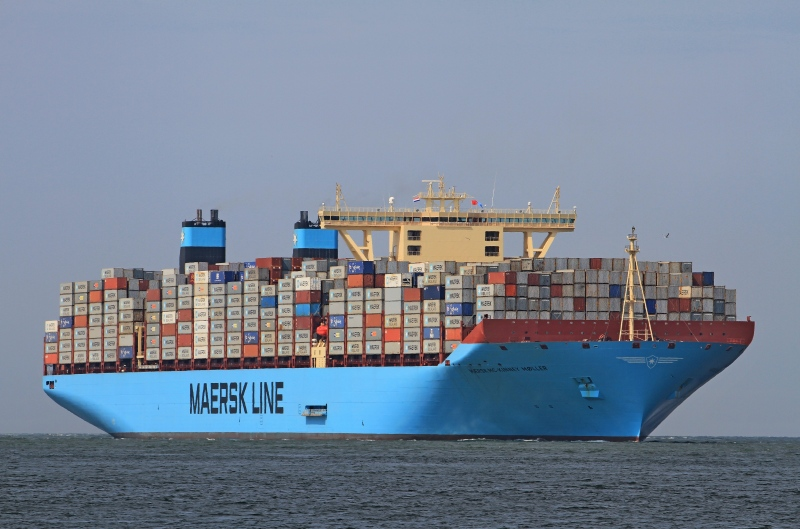
Контейнеровоз «Mærsk Mc-Kinney Møller»

Торговельне судно — транспортне судно, самохідна чи несамохідна плавуча споруда, яку використовують:
1. для перевезення вантажів, пасажирів, багажу і пошти, для рибного чи іншого морського промислу, розвідки і добування корисних копалин, рятування людей і суден, що зазнають лиха на морі, буксирування інших суден та плавучих об'єктів, здійснення гідротехнічних робіт чи піднімання майна, що затонуло в морі;
2. для несення спеціальної державної служби (охорона промислів, санітарна і карантинна служби, захист моря від забруднення тощо);
3. для наукових, навчальних і культурних цілей;
4. для спорту;
5. для інших цілей[1].

## Класифікація
1) За районами плавання торговельні судна поділяються:
- на річкові, призначені для судноплавства по внутрішніх водних шляхах (річках, озерах, каналах) без права виходу в море;
- морські, призначені для судноплавства у морських територіальних водах України з виходом у нейтральні та територіальні води інших країн;
- змішаного типу «річка-море», призначені для судноплавства по внутрішніх водних шляхах (річках, озерах, каналах) з правом виходу в море.
2) За наявністю двигуна торговельні судна поділяються на:
- самохідні, які оснащені самостійною рухомою установкою (двигуном);
- несамохідні, які не мають власної рухомої установки (двигуна), та рух яких здійснюється за допомогою самохідних суден.
3) За призначенням торговельні судна поділяються на:
- транспортні, основними типами яких є пасажирські, вантажні (наливні, універсальні, навалювальні, контейнеровози, рефрижераторні тощо) та вантажопасажирські судна;
- рибальські, до яких належать промислові та промислово-переробні судна;
- спеціального призначення, основними типами яких є рятувальні, патрульні експедиційні, бурові судна, китобази, криголами тощо;
- технічні, до яких належать ґрунтовозні та нафтозбірні судна, плавучі доки та майстерні тощо;
- службово-допоміжні (буксирні та лоцманські судна, плавучі крани, плавучі готелі та ресторани тощо).